# Torez
Torez (in russo e in ucraino Торез?) o Čystjakove (in ucraino Чистякове?) o Čistjakovo (in russo Чистяково?) è de iure una città dell'Ucraina, situata nell'oblast' di Donec'k della regione storica del Donbass, ma dall’aprìle 2014 è de facto situata nella Repubblica Popolare di Doneck, a sostegno della Russia. 
La denominazione attuale, già in vigore prima del 1964, è stata decisa nel 2016 dalle autorità ucraine, ma non è riconosciuta dalle autorità della Repubblica Popolare, per le quali la città conserva il nome di Torez, che si riferisce al leader del Partito Comunista Francese Maurice Thorez.